# Михайленко Олександр Станіславович
Олександр Станіславович Михайленко (нар. 24 вересня 1968, Кропивницький, УРСР) — радянський та український футболіст, півзахисник.

## Кар'єра гравця
Вихованець кіровоградського футболу, перший тренер — Юрій Горожанкін. У 18 років дебютував в основному складі кіровоградської «Зірки» в другій лізі чемпіонату СРСР. Провівши в команді сезон, був призваний на військову службу, під час якої виступав за київський СКА. Потім отримав пропозицію перейти у донецький «Шахтар», однак жодної гри в основному складі «гірників» так і не провів (14 матчів відіграв за дубль команди). У 1989 році повернувся в «Зірку». З 1989 по 1990 рік захищав кольори олександрійського «Шахтаря», який виступав у чемпіонаті УРСР серед КФК. Сезон 1991 року провів у криворізькому «Кривбасі».
У першому чемпіонаті незалежної України виступав за олександрійську «Поліграфтехніку». Дебютував за олександрійський колектив 16 лютого 1992 року в переможному (в серії післяматчевих пенальті, 4:3) домашньому поєдинку 1/32 фіналу кубку України проти івано-франківського «Прикарпаття». Олександр вийшов на поле в стартовому складі та відіграв усі 120 хвилин. У першій лізі дебютува за «поліграфів» 14 березня 1992 року в переможному (3:1) домашньому поєдинку 1-о туру підгрупи 1 проти черкаського «Дніпра». Михайленко вийшов на поле в стартовому складі та відіграв увесь матч. Дебютним голом за олександрійців відзначився 28 березня 1992 року на 18-й хвилині нічийного (2:2) виїзного поєдинку 4-о туру підгрупи 1 Першої ліги проти хмельницького «Поділля». Михайленко вийшов на поле в стартовому складі та відіграв увесь матч. Провів за олександрійців 2 сезони, за цей час у Першій лізі зіграв 50 матчів та відзначився 1 голом, ще 6 матчів (1 гол) провів у кубку України. 
У 1993 році знову перейшов у «Зірку». У складі рідної команди пройшов шлях від другої до вищої ліги чемпіонату України. Дебютував у вищому дивізіоні 1 листопада 1995 року, на 18-й хвилині, вийшовши на заміну замість Івана Руснака у виїзному матчі проти київського «Динамо». За «Зірку» виступав до 1997 року, у першому колі сезону 1996/97 років виступав в оренді за «Кривбас». Влітку 1997 року перейшов у нікопольському «Металург», де й завершив кар'єру.
Закінчив факультет фізвиховання Кіровоградського педагогічного інституту. По завершенні виступів працював у приватних комерційних структурах.

## Стиль гри
Високорослий, фізично сильний футболіст, в основному виступав на позиції опорного полузахисника, однак також з успіхом міг зіграти в центрі захисту, на флангах та в нападі.

## Сім'я
Старший брат футболіста й тренера Дмитра Михайленка.

## Досягнення
- Друга ліга чемпіонат України
  -  Бронзовий призер (1): 1993/94

- Перша ліга чемпіонат України
  -  Чемпіон (1): 1994/95